# Luis Pedro Figueroa
Luis Pedro Figueroa Sepúlveda (ur. 14 maja 1983 w San Pedro de la Paz) – chilijski piłkarz występujący na pozycji pomocnika. Zawodnik klubu O’Higgins.

## Kariera klubowa
Figueroa karierę rozpoczynał w 2003 roku w zespole Universidad Concepción. W trakcie sezonu 2005 odszedł stamtąd do Universidadu de Chile. Na początku 2007 roku przeniósł się zaś do argentyńskiego Arsenalu Sarandí. W Primera División Argentina zadebiutował 23 lutego 2007 roku w wygranym 4:0 pojedynku z Nueva Chicago. W Arsenalu spędził pół roku.
Następnie Figueroa grał w Banfield, a także chilijskich drużynach Cobreloa oraz CSD Colo-Colo. W 2009 roku przeszedł do brazylijskiego SE Palmeiras. W Campeonato Brasileiro Série A pierwszy mecz zaliczył 24 września 2009 roku przeciwko Cruzeiro EC (2:1). Graczem Palmeiras był przez rok.
W 2010 roku Figueroa wrócił do Chile, gdzie został graczem klubu Unión Española. W połowie 2011 roku podpisał kontrakt z portugalskim SC Olhanense. Spędził tam sezon 2011/2012, a potem odszedł do O’Higgins.

## Kariera reprezentacyjna
W reprezentacji Chile Figueroa zadebiutował w 2004 roku. W tym samym roku został powołany do kadry na Copa América. Na tamtym turnieju, zakończonym przez Chile na fazie grupowej, nie zagrał jednak w żadnym meczu.
16 listopada 2006 roku w wygranym 3:2 towarzyskim pojedynku z Paragwajem strzelił pierwszego gola w drużynie narodowej.